# Joachim de Gaillard
Joachim Antoine Gabriel de Gaillard de Longjumeau, né le 9 avril 1753 à Marseille et décédé le 5 décembre 1837 dans la même ville, est un homme politique français. Il est maire de Marseille du 1787 à 1790.

## Biographie

### Famille
Il est marquis. Marié, il a deux enfants. Son deuxième fils, Antoine Marie Jules de Gaillard, est conseiller municipal à Marseille, puis adjoint au maire. Il est sous-préfet de Forcalquier entre 1827 et 1830,.

### Parcours politique
Il devient premier consul en 1783. Il est élu maire de Marseille du 1787 à 1790. Il continue la politique d'urbanisation de ses prédécesseurs, en faisant paver les rues de Marseille et en créant des trottoirs.
Maire lors des préparatifs à  la convocation des États généraux de 1789, il soutient le Tiers état lors du conseil municipal du 17 janvier 1789, considérant qu'il doit obtenir trois députés, contre un pour chacun des deux autres ordres. Il se montre cependant favorable à un vote par ordre et non pas par tête.
Il devient conseiller de préfecture des Bouches-du-Rhône.